# Роговицынская
Роговицынская — деревня в Сямженском районе Вологодской области.
Входит в состав Двиницкого сельского поселения, с точки зрения административно-территориального деления — в Двиницкий сельсовет.
Расстояние по автодороге до районного центра Сямжи — 51 км, до центра муниципального образования Самсоновской — 10 км. Ближайшие населённые пункты — Филинская, Игнашевская, Курьяновская.
По переписи 2002 года население — 20 человек (10 мужчин, 10 женщин). Всё население — русские.